# Liste der Monuments historiques in Eaunes
Die Liste der Monuments historiques in Eaunes führt die Monuments historiques in der französischen Gemeinde Eaunes auf.

## Liste der Bauwerke
| Bezeichnung        | Beschreibung | Standort | Kennzeichnung | Schutzstatus   | Datum     | Bild           |
| ------------------ | ------------ | -------- | ------------- | -------------- | --------- | -------------- |
| Klosterruine       |              | (Lage)   | PA00094326    | Inscrit Classé | 1932 1967 | weitere Bilder |
| Ehemaliges Priorat |              | (Lage)   | PA00094695    | Inscrit        | 1992      |                |